# 舌筋
舌筋（ぜっきん）は、舌の運動に関わる筋の総称である。舌筋は一般に、茎突舌筋、舌骨舌筋、オトガイ舌筋、上縦舌筋、下縦舌筋、横舌筋、垂直舌筋が挙げられる。
舌筋のうち、茎突舌筋、舌骨舌筋、オトガイ舌筋を総じて外舌筋（外来舌筋）、上縦舌筋、下縦舌筋、横舌筋、垂直舌筋を総じて内舌筋（固有舌筋）と呼ぶ。
外舌筋は、舌の位置を変える筋肉であり、内舌筋は、舌の形を変える筋肉である。
なお、これらの舌筋の運動をつかさどっているのが舌下神経である。